# Saint-Nazaire-en-Royans
Saint-Nazaire-en-Royans ist eine französische Gemeinde mit 821 Einwohnern (Stand 1. Januar 2022) im Département Drôme in der Region Auvergne-Rhône-Alpes (vor 2016 Rhône-Alpes). Sie gehört zum Arrondissement Die (bis 2017 Valence) und zum Kanton Vercors-Monts du Matin. Die Einwohner werden Nazairois genannt.

## Geographie
Saint-Nazaire-en-Royans liegt etwa 30 Kilometer nordöstlich von Valence an der Mündung der Bourne in die Isère. Das Gemeindegebiet gehört zum Regionalen Naturpark Vercors. Umgeben wird Saint-Nazaire-en-Royans von den Nachbargemeinden Saint-Hilaire-du-Rosier im Norden, Saint-Just-de-Claix im Norden und Osten, La Motte-Fanjas im Osten und Südosten, Rochechinard im Süden sowie La Baume-d’Hostun im Westen.

## Bevölkerungsentwicklung
| Jahr                       | 1911 | 1962 | 1968 | 1975 | 1982 | 1990 | 1999 | 2006 | 2018 |
| -------------------------- | ---- | ---- | ---- | ---- | ---- | ---- | ---- | ---- | ---- |
| Einwohner                  | 696  | 648  | 590  | 493  | 576  | 531  | 498  | 677  | 808  |
| Quellen: Cassini und INSEE |      |      |      |      |      |      |      |      |      |

## Sehenswürdigkeiten
- Romanische Kirche

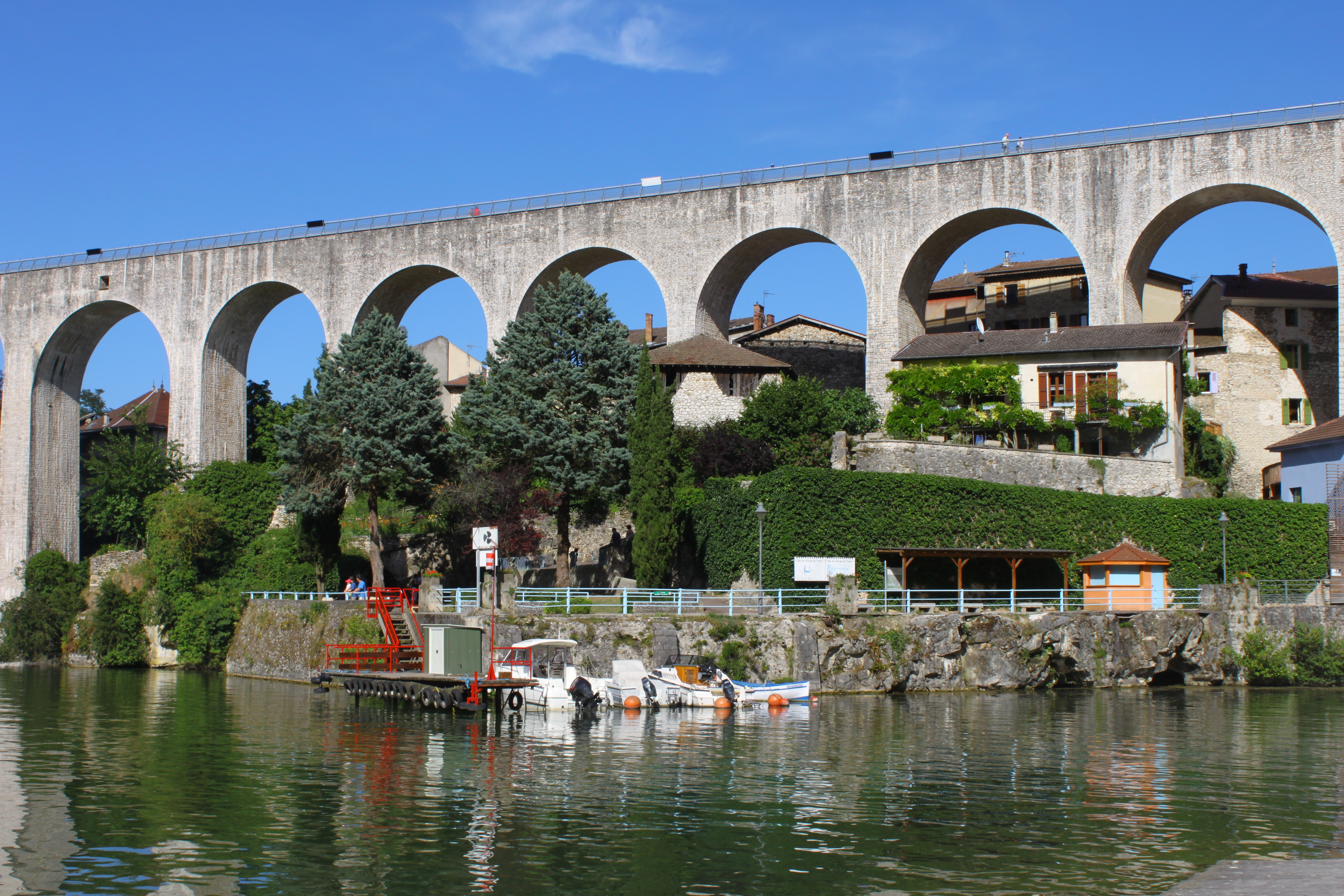
Aquädukt

- Aquädukt von 1876, hier führt der Canal de la Bourne über die Bourne
- Turm von Rochebrune aus dem 11./12. Jahrhundert
- Höhle von Thais

## Sport
Der Vercorsman, eine Triathlonveranstaltung, findet jährlich im August statt. 